# Flugplatz Lager Hammelburg

i7
i11
i13

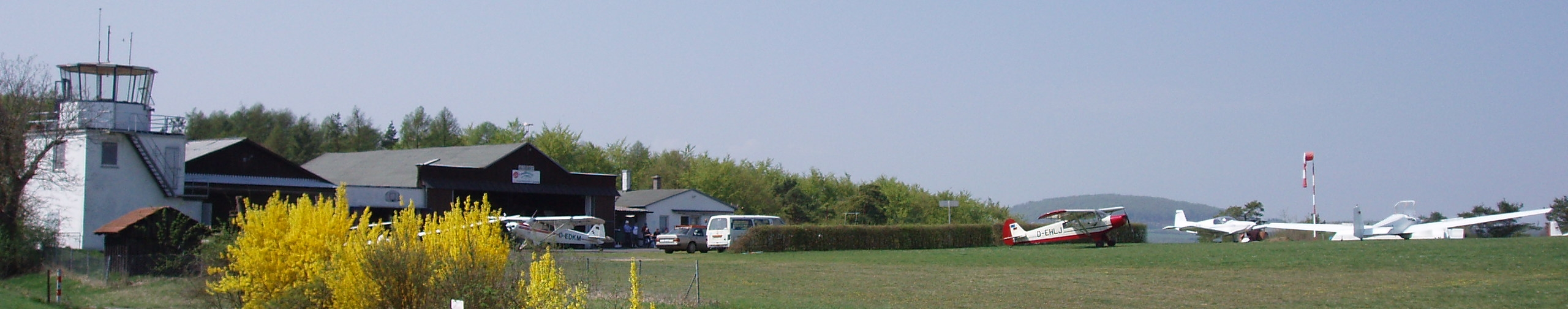
Turm, Hangars und abgestellte Flugzeuge auf dem Flugplatz

Der Flugplatz Lager Hammelburg, auch Flugplatz "Hohe Lanz" oder Flugplatz Hammelburg genannt (ICAO-Code: EDFJ), ist ein Sonderlandeplatz im Bereich des Lagers Hammelburg im unterfränkischen Landkreis Bad Kissingen.

## Geschichte
Bereits im Jahre 1911 wurde auf dem 1885 von der Bayerischen Armee in Betrieb genommenen Truppenübungsplatz Hammelburg eine Militärfliegerschule eingerichtet, die zweite im Königreich Bayern nach der in München-Oberwiesenfeld. Der nach dem Ende des Ersten Weltkriegs aufgelöste und wieder landwirtschaftlich genutzte ehemalige Truppenübungsplatz wurde 1935 wieder von der nunmehrigen Wehrmacht übernommen, und im Vorfeld des Zweiten Weltkriegs wurden dort u. a. Teile der Luftkriegsschule 1 aus Dresden stationiert. Nach dem Zweiten Weltkrieg war das Lager Hammelburg zunächst bis 1956 US-amerikanische Garnison, und die Amerikaner errichteten ein Aufenthaltsgebäude (die heutige Kantine) und einen hölzernen Hangar für Kurierflugzeuge. Ab 1956 wurde das Gelände von der Bundeswehr wieder als Truppenübungsplatz genutzt.
Ab 1963 wurde das Areal des heutigen Sonderlandeplatzes, bereits 1954 für die zivile Nutzung freigegeben, von den Segelfliegern der Fliegergruppe Noell aus Würzburg genutzt, die vorher in den Saalewiesen zwischen Hammelburg und Pfaffenhausen geflogen war. Mit der allmählichen Ausweitung des privaten Motorflugs kam es 1968 zur Gründung der Flugsportgruppe Hammelburg (FSGH) e. V., die seitdem auf der "Hohen Lanz" zuhause ist und die Infrastruktur des Platzes stetig verbessert hat. Ein Tower und eine zweite Flugzeughalle wurden bereits 1970–1972 errichtet. Im Jahr 1992 wurde die Start- und Landebahn aus Sicherheits- und Lärmschutzgründen asphaltiert, um ein schnelleres Abheben der Motorflugzeuge zu ermöglichen. Bald darauf wurde eine eigene Stromversorgungsleitung verlegt, und eine neue Tankstelle mit der Lagermöglichkeit für zwei Treibstoffsorten wurde angelegt. Ein Höhepunkt war die in Eigenregie in Neubiberg demontierte und auf der Hohen Lanz wieder aufgebaute Rundhalle mit Platz für acht Flugzeuge. Das Clubheim bietet Übernachtungsgelegenheiten, Sanitäranlagen und Unterrichtsraum, Sitzplätze im Freien und einen Kinderspielplatz. Ein Backhaus wurde 2012 gebaut und eine Frischwasserleitung 2012/13 verlegt. 2020 wurde der Campingplatz hergerichtet und mit Schotterwegen sowie einem zentralen Sitzplatz ausgestattet.

## Heutige Nutzung
Die Flugsportgruppe Hammelburg besitzt ein Motorflugzeug (DR400 Regent), ein Ultraleichtflugzeug (Remos G3) und fünf Segelflugzeuge (ASK13, K8b, Astir IIIb, LS1-f, LS4b) und bietet Rundflüge mit einer der zwei- oder viersitzigen Flugzeugen sowie Gastflüge im Segelflugzeug an. 
Der Verein bietet auch die Möglichkeit für den Erwerb sämtlicher Fluglizenzen an. Die Ausbildung wird auf Segelflugzeug, Motorflugzeug, Motorsegler sowie Ultraleicht angeboten. 
Ebenso werden vereinsintern Fluglehrer und Windenfahrer ausgebildet. 
Im Sommer wird sonntags die vereinseigene Kantine bewirtet. 
Ein wenig unterhalb des Flugplatzes befindet sich ein Modellflugplatz, wo die 1973 gegründete Modellflugsparte des Vereins zuhause ist.